# San Martín de Valderaduey
San Martín de Valderaduey è un comune spagnolo di 90 abitanti situato nella comarca di Sanabria, provincia di Zamora, appartenente alla comunità autonoma di Castiglia e León.